# Якобс, Серил
Серил Якобс (нидерл. Ceriel Jacobs) — программист группы разработчиков компьютерных систем Амстердамского свободного университета, возглавляемой автором операционной системы Minix профессором Эндрю Таненбаумом.
Известен, как один из разработчиков межплатформенного пакета компиляторов Amsterdam Compiler Kit. Работает над разработкой компиляторов с начала 1980-х гг. В данный момент занят над платформой GRID-вычислений Ibis.

## Программные продукты
- Native Java compiler Manta[7]
- Язык параллельного программирования Orca[8]
- Amsterdam Compiler Kit[9]
- ELL1 парсер LLgen[10]
- YAP — Yet Another Pager[11]